# Heisenberg-Programm
Das Heisenberg-Programm der Deutschen Forschungsgemeinschaft (DFG) wurde nach dem deutschen Physiker Werner Heisenberg (1901–1976) benannt, der im Alter von 31 Jahren den Nobelpreis für Physik erhielt. Das sehr prestigeträchtige Programm richtet sich an herausragende Wissenschaftler, die noch keine Professoren sind, aber alle Voraussetzungen für die Berufung auf eine dauerhafte Professur erfüllen, und dient der Förderung dieses wissenschaftlichen Nachwuchses.
Es umfasst seit 1977 das Heisenberg-Stipendium, seit 2005 die Heisenberg-Professur und seit 2018 auch die Heisenberg-Stelle. Das Programm dient nicht primär der Finanzierung bestimmter Forschungsprojekte, sondern der individuellen Förderung herausragender Nachwuchskräfte, deren Verbleib in der Wissenschaft ermöglicht werden soll. Es soll diese hochqualifizierten Wissenschaftler in die Lage versetzen, ihre Chancen auf eine Berufung zu erhöhen, sich auf eine wissenschaftliche Leitungsposition vorzubereiten und in dieser Zeit weiterführende Forschungsthemen zu bearbeiten. Die maximale Förderungsdauer beträgt fünf Jahre, wobei Unterbrechungen, etwa für Lehrstuhlvertretungen, möglich und erwünscht sind. Normalerweise ist die Habilitation Voraussetzung, um sich um die Aufnahme in das Programm bewerben zu können.
Im Juli 2017 beschloss der Hauptausschuss der Deutschen Forschungsgemeinschaft (DFG), dass das Heisenberg-Programm ab 2018 wahlweise die Förderung mittels eines Heisenberg-Stipendiums, einer Heisenberg-Stelle, einer Heisenberg-Rotationsstelle oder einer Heisenberg-Professur ermöglicht. Nach der Bewilligung der Aufnahme in das Programm kann seither zwischen vier wissenschaftlich gleichwertigen Varianten gewählt werden, auch ein (mehrmaliger) Wechsel innerhalb der Laufzeit ist möglich:
- Ein Heisenberg-Stipendium kann im In- oder Ausland in Anspruch genommen werden.
- Eine Heisenberg-Stelle ist für das Inland vorgesehen, sie ermöglicht aber auch Auslandsaufenthalte kürzerer oder mittlerer Dauer. Es handelt sich um eine von der DFG finanzierte befristete wissenschaftliche Mitarbeiterstelle an einer Hochschule.
- Eine Heisenberg-Rotationsstelle ist für klinisch arbeitende Wissenschaftler gedacht, die sich für einen Teil ihrer Zeit für die Forschung freistellen lassen können.
- Eine Heisenberg-Professur setzt voraus, dass die jeweilige Universität sich verpflichtet, die Stelle nach dem Auslaufen der DFG-Förderung weiter zu finanzieren, also mindestens in eine permanente W2-Professur zu überführen.

Das Heisenberg-Stipendium beträgt derzeit (inkl. Zuschläge) etwa 4800 Euro pro Monat, wobei vom Stipendiaten keine Sozialversicherungsbeiträge abgeführt werden müssen. Es kann gegebenenfalls eine private Krankenversicherung gewählt werden; in diesem Fall gewährt die DFG zwar keine Beihilfen in Anlehnung an die Regelungen, die für Bundesbeamte gelten, zahlt jedoch einen Zuschuss zu den Kosten der Krankenversicherung in Anlehnung an § 257 SGB V, wie er im Rahmen eines Beschäftigungsverhältnisses üblicherweise von einem Arbeitgeber gezahlt wird. Die Stipendiaten können weitere Fördermittel beantragen für Personal, Geräte, Reisen und Publikationen. 
Auf eine Heisenberg-Professur muss man nach vorheriger Aufnahme in das Programm durch die jeweilige Hochschule berufen werden. Es handelt sich um eine vollwertige Position als Hochschullehrer, die sowohl nach W2 als auch nach W3 besoldet werden kann, und wird (teils nach einer Zwischen-Evaluation) spätestens nach fünf Jahren in eine unbefristete Professur umgewandelt, die fortan von der Universität finanziert wird.
Grundsätzlich handelt es sich bei dem Heisenberg-Programm zwar um eine personenbezogene Förderung, die deutschen Universitäten nutzen jedoch das hohe Renommee des Programms für die Ausweisung der eigenen Qualität und für eine proaktive Gestaltung ihrer eigenen Strukturentwicklung und Profilierung.